# Pamela Wedekind

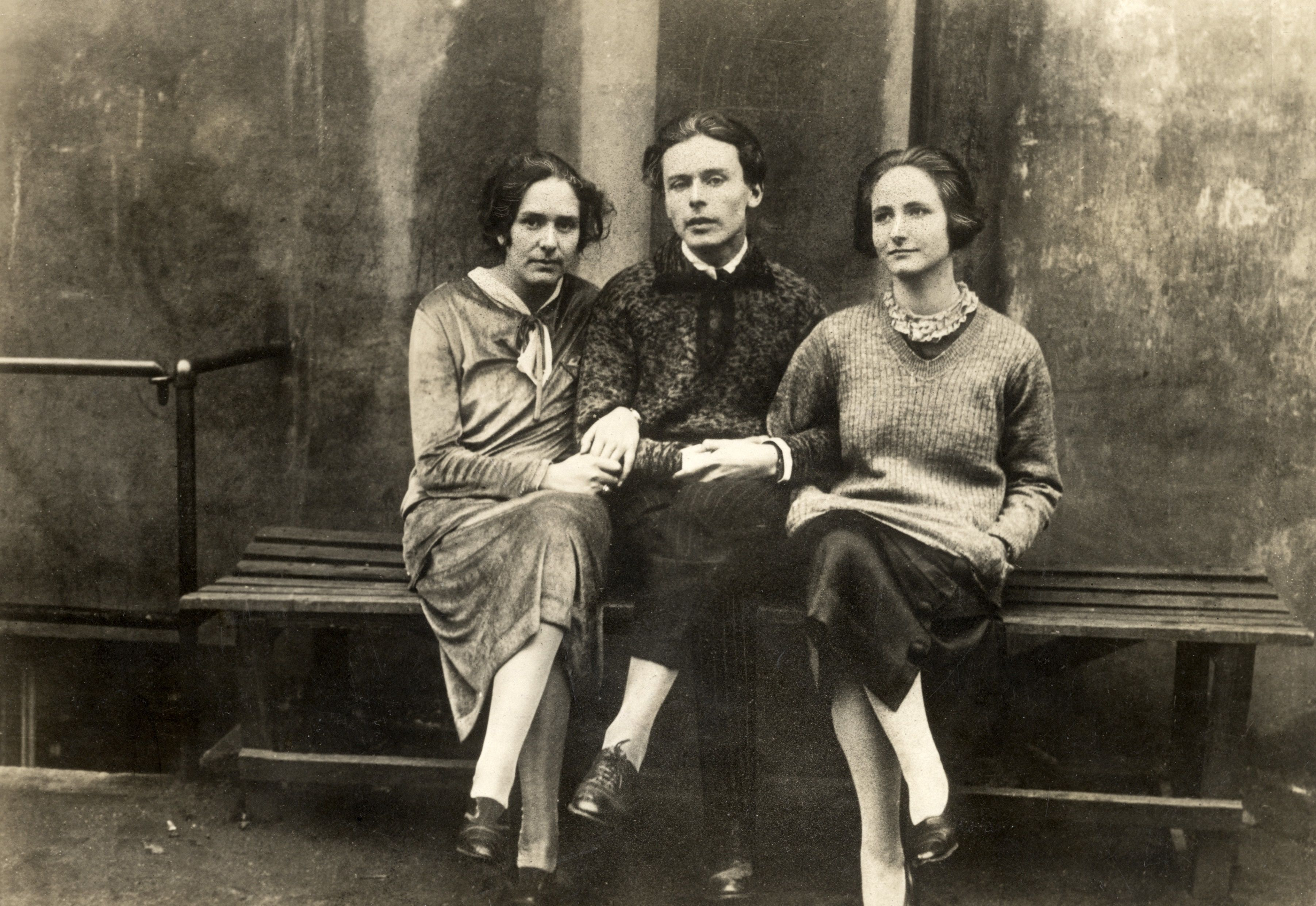
Pamela Wedekind (rechts) met Erika en Klaus Mann, ca. 1926

Anna Naema Pamela Kadega Wedekind (Berlijn, 12 december 1906 - Ambach bij de Starnberger See, 9 april 1986) was een Duitse actrice, zangeres en literair vertaalster. Ze was de oudste dochter van de schrijver Frank Wedekind en de actrice Tilly Newes. Haar jongere zuster was de actrice Kadidja Wedekind.

## Carrière
Pamela Wedekind trad in de jaren 1920 frequent op als toneelspeelster met Erika Mann, Klaus Mann en Gustaf Gründgens, met wie zij nauw bevriend was. Ze speelden gevieren in onder meer Klaus Manns toneelstukken Anja und Esther (1925) en Revue zu Vieren (1927). Ze was van 1934 tot 1942 vast verbonden aan Gründgens' theatergezelschap in het Schauspielhaus aan de Berlijnse Gendarmenmarkt en speelde na de Tweede Wereldoorlog zeven jaar bij de Münchner Kammerspiele.
Wedekind was ook kleinkunstenares en chansonnière en trad regelmatig op met liedjesprogramma's, onder meer met liederen van haar vader Frank Wedekind. Als literair vertaalster uit het Frans vertaalde ze diverse werken van Marcel Pagnol, evenals Le Rouge et le Noir van Stendhal.
Aan haar werd in 1961 de Schwabinger Kunstpreis van de stad München uitgereikt.

## Persoonlijk leven
Van 1924 tot 1928 was Pamela verloofd met Klaus Mann. Zij had ook een verhouding met diens zuster Erika Mann, maar trouwde in 1930 met de 28 jaar oudere schrijver Carl Sternheim, de vader van haar vriendin Dorothea "Mopsa" Sternheim. Het echtpaar vestigde zich in Brussel. Het huwelijk werd in 1935 beëindigd.
Wedekind trad in 1941 opnieuw in het huwelijk met de acteur en regisseur Charles Regnier, met wie zij drie kinderen kreeg. Een van hen is de schrijver Anatol Regnier (1945), die in 2003 een familiebiografie publiceerde over zijn grootmoeder Tilly Newes en zijn moeder Pamela.
- Gemeinsame Normdatei: 107676176
- International Standard Name Identifier: 0000 0000 1779 6800
- Library of Congress Control Number: n93074756
- Nationale Bibliotheek van Tsjechië: pag2011671873
- Nationale Bibliotheek van Israël: 987007281016305171
- Nederlandse Thesaurus van Auteursnamen: 068005741
- Système universitaire de documentation: 078933927
- Virtual International Authority File: 5452519
- WorldCat: E39PBJjmWkQTtrBqrfghFktkDq